# Teylingerbosch
Teylingerbosch is een 19e-eeuws landhuis in de Nederlandse plaats Vogelenzang, provincie Noord-Holland. Het landhuis is onderdeel van het rijksmonument Historische Buitenplaats Huis te Vogelenzang.

## Geschiedenis
In 1583 werd melding gemaakt van de familie Deijman als eigenaren van Teylingerbosch. In 1590 bleek Jacob van Alkemade Florisz. de eigenaar te zijn en mogelijk was hij ook degene die het huis heeft gebouwd of een bestaand huis vernieuwd. Het complex bestond volgens de verkoopakte uit 1620 uit een huis, hofstede, schuur en boomgaarden, omgeven door wallen en grachten met twee ophaalbruggen. Mogelijk was het dus oorspronkelijk een versterkt huis of kasteel.
De nieuwe eigenaar in 1620 was Jacob Jacobsz. de Jonge. Hij verkocht het huis met 39 morgen land in 1627 aan Bartholomeus van Teijlingen. Vanaf dat moment droeg het huis de naam Teylingerbosch. Bartholomeus van Teijlingen breidde zijn bezit verder uit tot ruim 100 morgen aan land. In 1631 kwam Teylingerbosch in bezit van mr. Adriaan de Kies van Wissen (1582-1664), de echtgenoot van Bartholomeus' dochter Josina (1596-1643).
In 1741 kocht de Amsterdamse koopman Pieter Beck het landgoed aan. Hij zou er in 1778 komen te overlijden. Jan van Marselis jr. (1731-1792) kocht Teylingerbosch aan en verenigde het met zijn eigen landgoed Vogelenzang, dat hij twee jaar eerder van zijn vader had geërfd. Jan van Marselis maakte beide huizen onderdeel van een grote landschapstuin. In 1807 verkochten zijn erfgenamen de twee huizen aan Willem Philip Barnaart. Zijn nazaten bleven sindsdien in bezit van de twee landhuizen.
Begin 20e eeuw werd het park aangepast door tuinarchitect Hendrik Copijn.
In 1937 werd op Teylingerbosch het hoofdkwartier van de wereldjamboree gevestigd. Na de Tweede Wereldoorlog veranderde het landgoed in een conferentieoord en vakantiecentrum. Van 1957 tot 1959 werd het huis gerestaureerd. Ook kwam er een kampeerterrein.

## Beschrijving
Het huidige landhuis is in 1867 gebouwd. Het in neoclassicistische stijl gebouwde huis ligt op een vierkant, omgracht terrein. Het huis heeft een L-vorm en bestaat uit twee bouwlagen onder een schilddak. De voorgevel telt vijf traveeën. Aan de achterzijde springen drie traveeën naar buiten toe.
Bij het landhuis staat een 17e-eeuws witgepleisterd dwarshuis. Oorspronkelijk was dit het koetshuis en paardenstal.

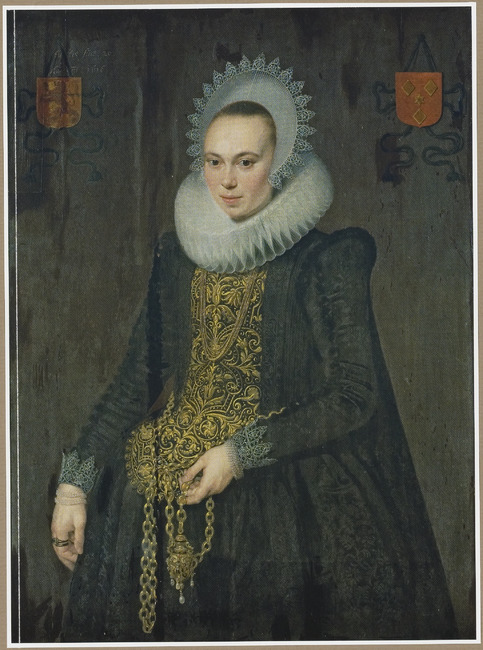
Josina van Teijlingen, dochter van Bartholomeus van Teylingen en getrouwd met Adriaan de Kies van Wissen.
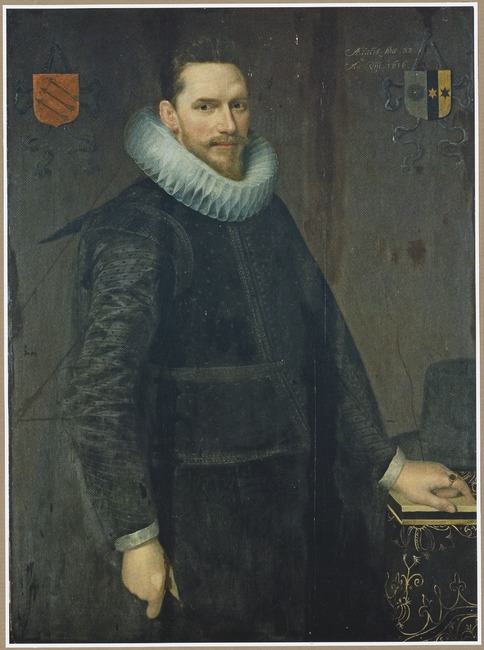
Adriaan de Kies van Wissen, eigenaar van Teylingerbosch vanaf 1631.
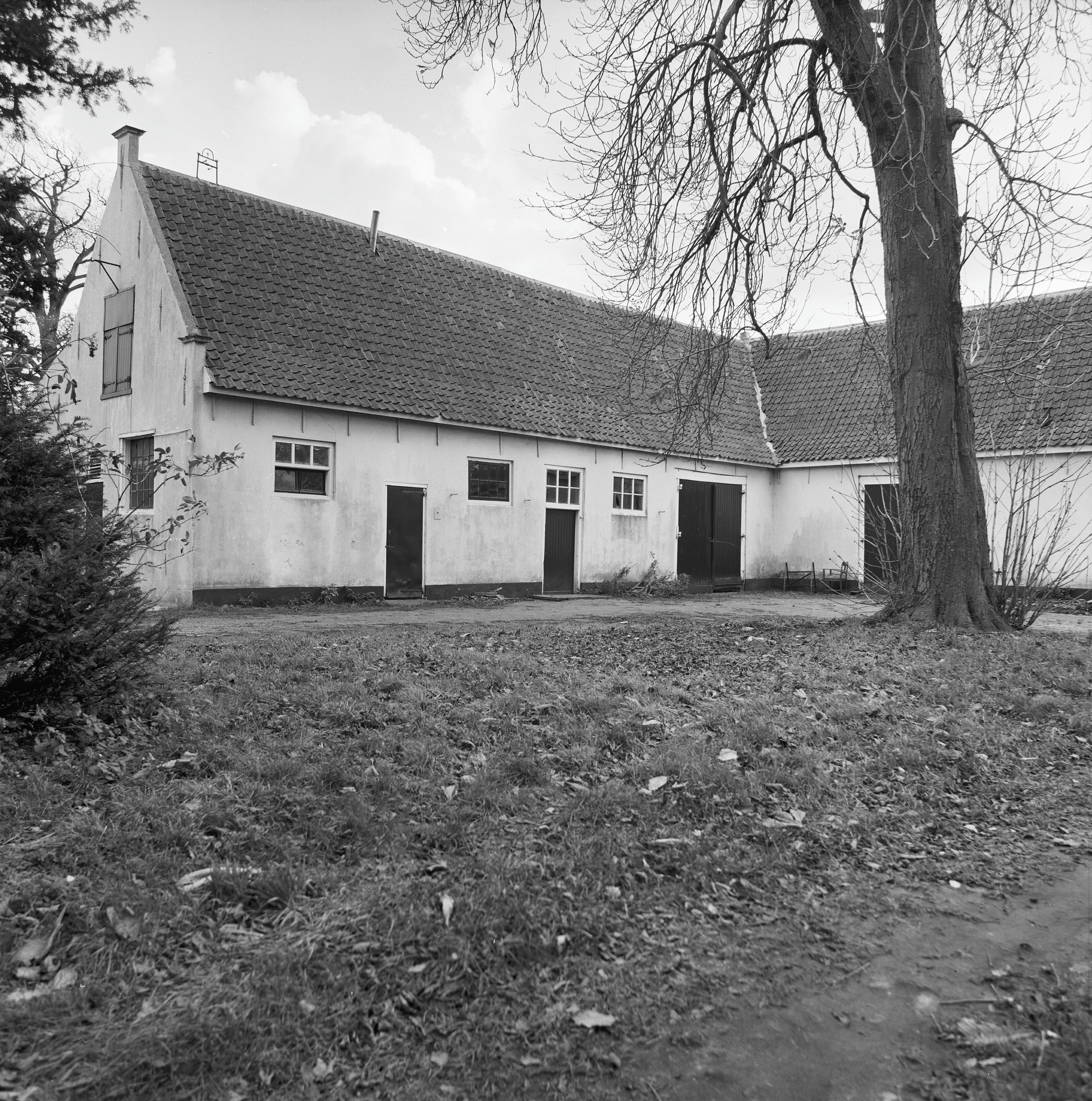
Het koetshuis in 1979.

Adrichem · Aelbrechtsberg · Akersloot · Amstel · Amsterdam · Assendelft · Assumburg · Banjaert · Beeckestijn · Berkenrode · Boekel · Bollenhofstede · Ten Bosch · Brederode · Caprera · Ter Coulster · Cranenbroek · Dampegeest · Eenigenburch · Egmond · Heemstede · Hilversum · Ilpenstein · Jan Aernts woninge van Bennebroek · Keggenrode · Ter Kleef · Kostverloren · Kronenburg · Marquette · Merestein · Middelburg · Muiderslot · Nederhorst · Nieuwburg · Nuwendoorn · Oud Haerlem · De Park · Poelenburg · Purmersteijn · Radboud · Huis te Ramp · Reewijk/Rietwijk · Rolland · Ruysdael · Schagen · Huis te Schoten · Sparenwoude · Te Spijk · Swanenburch · Sypesteyn · Tetrode · Teylingerbosch · Torenburg · Velsen · De Vlotter · Vogelenzang · Ter Wijc · Wijdenes · Ypestein · Te Zaanen